# Conseil supérieur de la formation et de la recherche stratégiques
 (octobre 2016).
Si vous disposez d'ouvrages ou d'articles de référence ou si vous connaissez des sites web de qualité traitant du thème abordé ici, merci de compléter l'article en donnant les références utiles à sa vérifiabilité et en les liant à la section « Notes et références ».
Le Conseil supérieur de la formation et de la recherche stratégiques (CSFRS) est un groupement d'intérêt public français (GIP) créé le 17 novembre 2009. Il a pour missions principales de soutenir la recherche et la formation stratégiques, d'organiser des colloques et conférences ainsi que des assises nationales annuelles de la recherche stratégique (jusqu'en 2018), et d'éditer une revue web intitulée Géostratégia. Il est dissous de plein droit à compter du 13 novembre 2019.

## Histoire

### Projet
Le 20 mai 2007, le Président de la République lance la réflexion sur les conditions de refonte de l’outil de sécurité stratégique de la France. Le CSFRS est créé afin de permettre une coordination et de développer la recherche dans tous les domaines d'intérêt stratégique.
Le CSFRS est constitué sous forme de groupement d'intérêt public. L'assemblée générale est présidée par le secrétaire général à la défense et à la sécurité nationale, représentant le Premier ministre. Le conseil d'administration est présidé par Alain Bauer, désigné par le Président de la République.

### Activités et missions
Le CSFRS est le seul organisme ayant pour objectif une approche transversale des questions stratégiques. Les études et recherches qu'il soutient par un financement adapté, à hauteur d'environ 400 000 euros par an, doivent s'inscrire dans une double dimension, prospective et pluridisciplinaire. En 2019, près de 60 projets ont été menés grâce au partenariat entre le CSFRS et les organismes universitaires, les instituts de recherche, les fondations, etc.
Le CSFRS organise des colloques et séminaires dont la majeure partie est ouverte au public. Ce public comprend des spécialistes, des chercheurs, des étudiants et, également, des personnes attirées par des thèmes originaux et à la pointe de l'actualité.
Le CSFRS a deux sites, celui du CSFRS et le site Géostratégia, qui permettent de diffuser les travaux de recherche et, également, de relayer l'actualité (publications, colloques, etc.).

## Fonctionnement

### Membres
Le CSFRS, étant un groupement d'intérêt public, compte trois collèges associant les ministères, les instituts de recherche et de formation et les grandes entreprises :
- Représentants de l'État : Premier Ministre (Mme Claire Landais, secrétaire générale de la défense et de la sécurité nationale), ministère de l'Europe et des affaires étrangères, Ministère des armées, Ministère de l’intérieur, Ministère de l’économie et des finances, Ministère du développement durable et de la transition écologique, ministère de l'enseignement supérieur et de la recherche, ministères des affaires sociales et de la santé
- Recherche et formation : Institut des Hautes Études de Défense Nationale (IHEDN), Institut national des hautes études de la Sécurité et de la Justice (INHESJ), Université de Technologie de Troyes (UTT), Centre National de la Recherche Scientifique (CNRS), Université de Paris-Dauphine
- Entreprises : EDF, Total, RATP, Renault, Veolia Environnement, Safran, le groupe La Poste, SNCF, Airbus Group

Mandat a été donné par l'assemblée générale au général Guillaume de Chergé (secrétaire général)  d'administrer le CSFRS dans le but de liquidation.

## Recherche et formation

### Assises nationales de la recherche stratégique
Les Assises nationales de la recherche stratégique constituent le grand rendez-vous annuel du CSFRS, autour d'un thème retenu chaque année. Des analyses et des prospectives sont présentées, au cours des tables-rondes, par de grands témoins.
Thèmes des Assises :
- 2013 : Risques et menaces de l'hypermodernité, avec Erik Orsenna et Axel Kahn
- 2014 : Mondialisation, politique et religion avec Régis Debray, Hubert Védrine, Bertrand Badie, Delphine Horvilleur, Abdennour Bidar
- 2015 : Qui est l'ennemi ? avec Hubert Védrine, Régis Debray, Bertrand Badie, Hélène Carrère d'Encausse, le Ministre de la Défense, Jean-Yves Le Drian, qui a ouvert ces sixièmes Assises (et publié un livre consacré à cette thématique[3])
- 2016 : Un monde fragmenté[4]
- 2017 : Entre instabilité et chaos - hybridation des menaces
- 2018 : Les dissuasions.

Les retransmissions et les enregistrements vidéo sont accessibles sur le site du CSFRS, www.csfrs.fr.

### Cours en ligne «Questions stratégiques»: MOOC
Depuis 2015, le CSFRS utilise ce nouveau format d'enseignement diffusé via internet. Parmi la cinquantaine d'intervenants, on peut citer Dominique Moïsi, Pierre Conesa, Rony Brauman, etc. La deuxième édition du MOOC « Questions Stratégiques » a été mise en ligne du 9 mai 2016 au 26 juin 2016. Cette dernière session a compté près de 10 000 inscrits.